# Rasdhoo
Rasdhoo ist eine Insel im Süden des gleichnamigen Rasdhoo-Atolls im Inselstaat Malediven in der Lakkadivensee (Indischer Ozean).

## Geographie
2014 hatte die Insel mit einer Fläche von etwa 21 Hektar 949 Einwohner.

## Verwaltung
Rasdhoo ist die Hauptinsel des Rasdhoo-Atolls und der Hauptort des Verwaltungsatolls Ari Atholhu Uthuruburi, mit der Thaana-Kurzbezeichnung އއ (Alif Alif). Zum Verwaltungsgebiet zählen neben dem Rasdhoo-Atoll das kleine Thoddoo-Atoll und der nördliche Teil des großen Ari-Atolls.